# Sense (Mr. Children)
Sense è il quattordicesimo album del gruppo musicale giapponese Mr. Children pubblicato il 1º dicembre 2010. L'album è arrivato alla prima posizione della classifica Oricon ed ha venduto 784 282 copie.

## Tracce
1. I
2. Gitai (擬態 Mimicry?)
3. HOWL
4. I'm talking about Lovin'
5. 365 Nichi (365日 365 Days?)
6. Rock 'n' Roll wa Ikiteiru (ロックンロールは生きている Rock 'n' Roll Is Alive?)
7. Rosarita (ロザリータ?)
8. Ao (蒼 Blue?)
9. fanfare
10. Haru (ハル Spring?)
11. Prelude
12. Forever